# Max Joseph (Schiff)
Die Max Joseph war eines der ersten Dampfschiffe, die auf dem Bodensee verkehrten. Es erhielt nach einem Zwischenfall in Überlingen den Beinamen „Brandstifter“.
Der Dampfer war laut Gustav Schwab mit „zwei Magazinen für Kaufmannsgüter usw., einer Cajüte für Reisende die sich am hinteren Bug befindet“[sic!] und einem Maschinen- und Kesselraum ausgestattet. Die auf drei Seiten mit Sitzbänken ausgestattete Kajüte bot für etwa 20 Personen Platz. Das Schiff war „mit einem eichenen Gerippe auf einem eichenen Kiel mit Hinter- und Vorderstämm“ versehen und wurde nachträglich zusätzlich zu seiner Dampfmaschine von Fawcett und Littledales mit einer Stärke von 16 PS (so Schwab) auch noch mit Segeln ausgerüstet.

## Geschichte
Johann Friedrich Cotta ließ den Glattdecker 1824 von Edward Church und dem Bootsbauer Mauriac aus Bordeaux in Friedrichshafen bauen, nachdem Carl Victor von Bonstetten König Wilhelm I. für die Idee begeistert hatte, auf dem Bodensee einen Dampfschiffverkehr einzurichten.
Das erste Schiff der Flotte war die ebenfalls von Church und Mauriac gebaute Wilhelm, die am 17. August 1824 vom Stapel lief und am 1. Dezember desselben Jahres den Kursverkehr aufnahm. Die etwas kleinere Max Joseph, die nach dem bayerischen König getauft und überwiegend von Cotta finanziert wurde, legte ihre erste Fahrt am 2. oder 3. Dezember 1824 von Friedrichshafen nach Lindau zurück und wurde in den Wochen danach für den Einsatz auf dem Untersee und dem Rhein getestet. Versuchsfahrten fanden am 5. Dezember 1824 und am 22. April 1825 statt. Dabei stellte sich allerdings heraus, dass die stufenweise Demontage des acht Meter hohen Schornsteins der Max Joseph, die zur Unterfahrung der Brücken in Konstanz, Stein am Rhein und Diessenhofen notwendig war, ausgesprochen umständlich war. Allerdings konnte die Max Joseph dann ohnehin nicht gleich auf dem vorgesehenen Kurs Lindau-Konstanz-Schaffhausen verkehren, weil sie ab Januar 1825 ersatzweise die Strecke Friedrichshafen-Rorschach befahren musste. Für den Einsatz auf dieser Strecke war die Wilhelm vorgesehen gewesen, die jedoch in einem winterlichen Sturm am 4. Januar 1825 ihren Schornstein eingebüßt hatte.
Gegenüber der Wilhelm stellte die Max Joseph bereits einen technischen Fortschritt dar: Sie besaß bewegliche Schaufelräder, die durch eine Exzentervorrichtung gesteuert werden konnten, und erreichte damit eine um 1 km/h höhere Geschwindigkeit als der sogenannte „Seeschneck“.
Da die bayerischen Schifferzünfte sich massiv gegen die Einführung der Dampfschiffe einsetzten, verlegte Cotta die Max Joseph schon bald nach Konstanz. Bis 1829 verkehrte der Dampfer dann vorwiegend auf dem Überlinger See und dem Untersee. In Überlingen kam es einmal zu einem Zwischenfall, der dem Dampfer den Beinamen „Brandstifter“ und eine Umgestaltung einbrachte: Während das Schiff in Überlingen lag und die Heizer neue Holzscheite auflegten, geriet durch den Funkenregen aus dem Schornstein ein Haus in Hafennähe in Brand. Daraufhin erhielt die Max Joseph einen gebogenen Kaminaufsatz, der den Dampferschornstein einem Ofenrohr ähneln ließ.
Nach fünfjährigem Einsatz waren die Holzrümpfe der beiden Dampfer Wilhelm und Max Joseph durch die Erschütterungen, die die einzylindrigen Maschinen hervorriefen, verbraucht. Während die Wilhelm einen neuen Rumpf aus Eichenholz, das im königlichen Forst in Bebenhausen geschlagen wurde, erhielt und weitere 17 Jahre ihren Dienst auf dem Bodensee versah, verzichtete Cotta auf ähnliche Maßnahmen für die Max Joseph, deren Betrieb durch die Dumpingpreise der konkurrierenden Schifferzünfte in Konstanz und Ludwigshafen ohnehin unrentabel war. Die Max Joseph lag bis 1830 noch in Friedrichshafen und wurde dann auf Abbruch verkauft.